# أفولاسكا
أفولاسكا (بالإيطالية: Avolasca)‏ هي بلدية في مقاطعة ألساندريا في إقليم بييمونتي في إيطاليا.

## السكان
تطور النمو السكاني لـ أفولاسكا